# Harald IV van Noorwegen

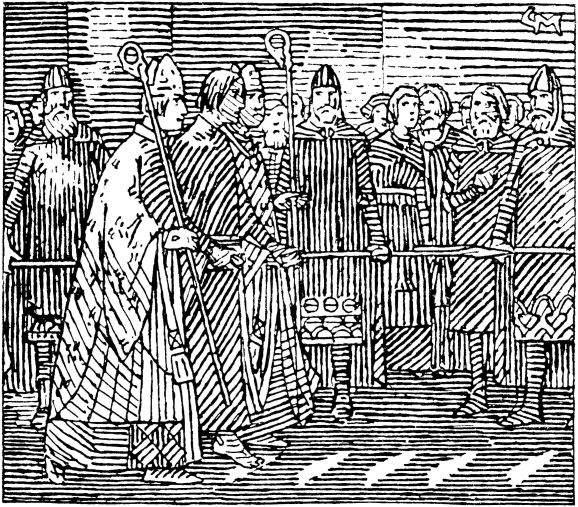
Harald Gilles´ proeve van broederschap

Harald Gille (ca. 1103 - 1136) was van 1130 tot 1136 koning van Noorwegen. Zijn bijnaam Gille is vermoedelijk afgeleid van Gilla Críst (de Ierse uitdrukking voor "dienaar van Christus").
Hij was in 1127 vanuit Ierland in Noorwegen aangekomen en verklaarde een zoon van koning Magnus III Barrevoets te zijn, die in 1103 een reis naar Ierland had gemaakt. Sigurd accepteerde Harald als zijn broer na een bevestigende proef (Harald liet zich blootsvoets tussen twee bisschoppen over zeven -of negen- gloeiende ploegscharen leiden, en na drie dagen liet hij zijn voeten gezond en onbeschadigd zien), op voorwaarde dat Harald niet naar het koningschap zou dingen zolang hijzelf en zijn zoon Magnus (IV) zouden leven. Harold zou aan deze belofte voldoen zolang Sigurd nog leefde. Toen Sigurd in 1130 stierf en Magnus IV in Oslo als koning ingehuldigd werd, liet Harald zich tegelijkertijd door het Ding in Tønsberg als koning inhuldigen. Dit kon gebeuren omdat Harald vanwege zijn grote sociale bewogenheid met de bevolking en zijn populariteit onder de koninklijke leenheren hun voorkeur genoot.
Magnus IV kon dit op grond van de krachtsverhoudingen niet verhinderen en accepteerde Harald noodgedwongen als medekoning. Beiden werden bij het Øyra-Ding als koningen gekroond. In de winter van 1133/34 kwam het tot een strijd tussen de beide koningen en Magnus besloot vastberaden Harald uit het rijk te verdrijven. Beiden verzamelden ze een strijdmacht om hen heen vanuit de Leengebieden en van andere koningen. In 1134 volgde de eerste slag in de burgeroorlog in het gebied van Bohuslän. De strijdmacht van Magnus was sterker en hij zegevierde.
Harald zocht zijn toevlucht bij de Deense koning Erik II Emune. Ook Erik was in een troonstrijd verwikkeld nadat hij de Deense troon op zijn oom koning Niels veroverd had. Deze op zijn beurt zocht nu Erik II uit de weg te ruimen met hulp van Magnus IV van Noorwegen, een typische alliantie die in die tijd heel gewoon was. Toen de aanhangers van Niels nog volop actief waren in Denemarken, verkreeg Harald ondertussen ondersteuning om zich weer terug naar Noorwegen te begeven waar hij in 1135 Magnus in Bergen overviel en hem overwon.
Magnus werd verbannen naar het klooster Munkeliv bij Trondheim. Harald regeerde nu alleen als koning. Op 14 december 1136 te Bergen werd Harald Gille door Sigurd Slembe, ook een buitenechtelijke zoon van Magnus Barrevoets, vermoord.
Harald Gille was getrouwd met de Zweedse Ingrid Ragnvaldsdotter, een kleindochter van koning Inge I de Oudere.

Hij had ten minste vier zonen en drie dochters:
- Inge I Kromrug (een zoon van zijn wettige echtgenote Ingrid),
- Sigurd II Munn (een zoon van zijn bijvrouw Tora Guttormsdotter),
- Øystein (II)
- Magnus
- Margaretha (zou trouwen met de IJslander Jón Hallkjellsson, met als gevolg dat koning Harald op deze wijze in bijna alle IJslandse genealogieën opduikt)
- Brigitta (zou trouwen met Karel Sunesson (jarl van Zweden), Magnus Henriksson (koning van Zweden) en Birger Brosa (jarl van Zweden)
- Christina